# Noctasota endoleuca
Noctasota endoleuca là một loài bướm đêm trong họ Noctuidae.